# Aleksey Lezin
Aleksey Lezin (en russe : Алексей Владимирович Лeзин ; en français : Alekseï Vladimirovitch Lezine) est un boxeur russe né le 27 février 1973 à Energuetik, un village de l'oblast d'Orenbourg, en RSFS de Russie (Union soviétique).

## Carrière
Aux Jeux olympiques d'été de 1996, il combat dans la catégorie des super-lourds et remporte la médaille de bronze, battu en demi-finale par Vladimir Klitchko. Auparavant, il a été titré aux championnats du monde de boxe amateur en 1995. Il compte également trois titres de champion d'Europe en 1996, 1998 et 2000.

## Référence
1. ↑  (en) Résultats des Jeux olympiques 1996 (amateur-boxing.strefa.pl)